# Emmanuel Olapade
Emmanuel Olufemi Olapade (ur. 1999) – kanadyjski zapaśnik walczący w stylu wolnym. Złoty medalista mistrzostw panamerykańskich w 2022 roku.